# 塔海爾
36°46′19″N 5°53′54″E / 36.77194°N 5.89833°E

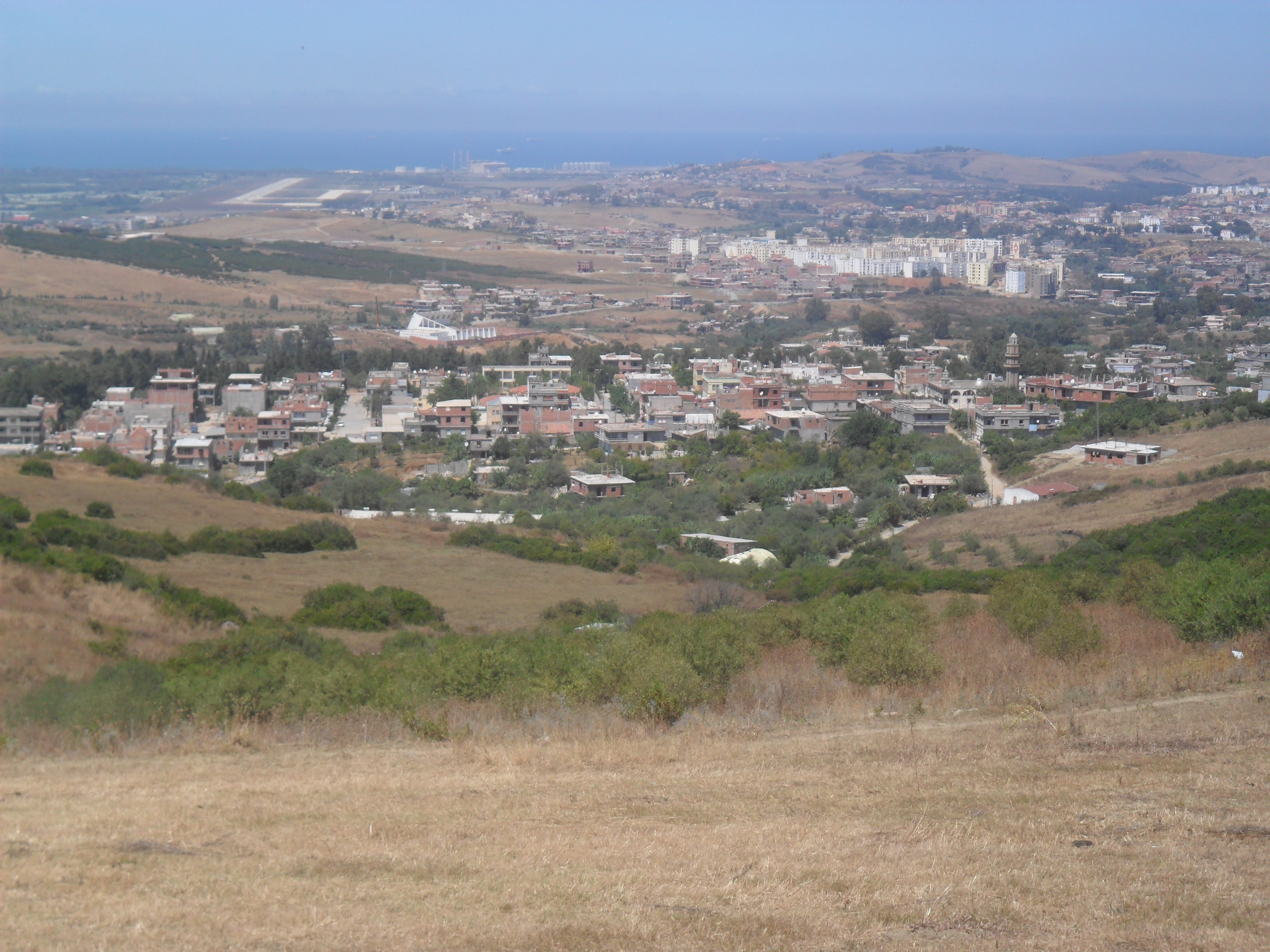
塔海爾

塔海爾（阿拉伯语：‎），是阿爾及利亞的城鎮，位於該國東北部，由吉傑勒省負責管轄，是塔海爾區的首府，面積65平方公里，海拔高度47米，2008年人口77,367人，人口密度每平方公里1,193人。